# アフリカ合衆国

アフリカの地図

アフリカ合衆国（アフリカがっしゅうこく、United States of Africa）は、アフリカを統一国家とする構想。クワメ・エンクルマやムアンマル・アル＝カッザーフィーなどから提唱されていた。現在、アフリカ連合において議論されている。

## 構想の提唱
- 1958年：全アフリカ人民会議（英語版）（1958年11月23日）で、ガーナ首相クワメ・エンクルマが提唱[1]。
- 2007年7月：アフリカ連合第9回サミットで、リビアの最高指導者ムアンマル・アル＝カッザーフィーが提唱[2]。2015年までの統一を議論[3]。
- 2009年7月4日：アフリカ連合理事会を大幅に強化し、政府と同等にする事で合意が成立[4]。

### ムアンマル・アル＝カッザーフィー
リビアの最高指導者であったムアンマル・アル＝カッザーフィーは、アフリカ合衆国の建国を熱心に目指してきた政治家で、アフリカの更なる統一を目指し、アフリカ統一機構をアフリカ連合へ発展・改組すべく尽力した人物でもある。アフリカ連合の総会にて、通貨やパスポートの早期統一を訴え続けた。しかし、国内に多くの問題を抱えるアフリカ諸国が多い中で、アフリカ連合も欧州連合（EU）型の統合を目指したものの、アフリカ連合としての強い政治的な意思や結束力に欠ける面が多い。カッザーフィーは、早期の統一国家の建国を目指したが、状況が整っていないとの意見や主権の侵害などを心配する意見などの消極的な意見が多く、極めて困難である。2008年、カッザーフィーの特使として来日し、福田康夫首相（当時）に大佐からの親書を渡したシアラ副外相は、親書の中で、アフリカ合衆国の構想を日本が支持すれば、リビアの油田鉱区の開発権益などを日本企業に開放する考えを示した。
なお、カッザーフィーは2011年リビア内戦により地位を追われ、反体制派により殺害されている。その後はジンバブエの大統領ロバート・ムガベがプロジェクトに興味を示していたが、ムガベもまた2017年のクーデターにより辞任し、2019年に死去している。

## 架空の作品に登場するアフリカ合衆国
スター・トレックの登場人物であるウフーラは、2239年、アフリカ合衆国 (United States of Africa) 生まれである。